# QS9000
QS9000 è uno standard di qualità sviluppato da uno sforzo comune dei tre grandi produttori di autoveicoli General Motors, Chrysler e Ford. Introdotto nell'industria nel 1994, è stato adottato da molti produttori di autocarri negli Stati Uniti.
Lo standard è suddiviso in tre sezioni. La prima sezione è ISO 9001 più alcuni requisiti automobilistici. La seconda sezione è intitolata "Requisiti aggiuntivi" e contiene i requisiti di sistema che sono stati adottati da tutte e tre le case automobilistiche.
La terza sezione è intitolata "Specifica sezione del Cliente" che contiene i requisiti di sistema che sono valide per i produttori di auto e camion.
Il 14 dicembre 2006, tutti gli standard QS9000 sono stati dichiarati obsoleti.
La QS9000, certificazione intermedia tra ISO 9001 e ISO/TS 16949, non è più valida.
Le imprese devono scegliere tra ISO9001 o ISO/TS16949. 
QS9000 è considerato superato da ISO/TS 16949.
| Controllo di autorità | LCCN (EN) sh96004238 · J9U (EN, HE) 987007549106705171 |